# Riggia acuticaudata
Riggia acuticaudata är en kräftdjursart som beskrevs av Thatcher, Lopes och Froehlich 2002. Riggia acuticaudata ingår i släktet Riggia och familjen Cymothoidae. Inga underarter finns listade i Catalogue of Life.